# Dél-damaszkuszi offenzíva
A 2018. márciusi dél-damaszkuszi offenzíva 2018. március 12-én kezdődött, mikor az ISIL elkezdte támadni Dél-Damaszkusz al-Qadam kerületében a felkelők állásait, miközben őket éppen mentették. Al-Qadam felkelői birtokait egyik oldalról az ISIL, a másik oldalon a kormány vette körbe. Március 10-én az ISIL azzal fenyegetőzött, hogy megöl minden felkelőt, aki a területére lép. Ez azután következett be, hogy a kormány 48 órát adott az ottani felkelőknek, hogy megadják magukat, és elhagyják a környéket.
Az al-qadami evakuálás hírére az ISIL március 12-én megtámadta a felkelőket, és a kerület 25%-át elfoglalta. Másnap nagyjából 300 felkelőt és családjaikat menekítették ki  al-Qadamból Idlib kormányzóság felkelői területeire. A kiürítést követően a kormány seregei elfoglalták a kerület 70%-át, miközben a maradék rész az ISIL fennhatósága alatt állt. A harcok alatt a kormány légi csapásokat mért az Iszlám Állam ellen Al-Hajar al-Aswad és al-Qadam területén. A qadami harcok alatt a felkelők megpróbálták áttörni az ISIL védvonalait Jarmuknál, de ezt a kísérletüket visszaverték.
Március 14-én az ISIL támadást mért a Szíriai Arab Hadsereg állásai ellen Qadamban, és megpróbáltak jelentős előnyre szert tenni. A támadást másnap megismételték, de ismét nem jutottak eredményre. Március 16-án szünetelt az SIL offenzívája. A Qadamban folyó harcok alatt a kormány nagy veszteségeket szenvedett el, legalább 40 katonáját megölték, egy tankjukat pedig kiiktatták.
Március 19-én éjszaka az ISIL seregei meglepetésszerű akciót indítottak a kormány Qadamban állomásozó erői ellen, másnapra pedig területet szerzett az ISIL, a kormány katonáit pedig visszaszorította. Az SOHR ellenzéki párti aktivista csoport szerint az ISIL elfoglalta Qadam területét, miközben 36 katonát megölt, több tucatnyian pedig megsebesültek, fogságba estek vagy eltüntek.  Ezzel szemben a katonai források szerint Qadam meg lett osztva, mivel az ISIL a kerület központi és nyugati részét nem tudta elfoglalni. Később azonban megerősítették, hogy az ISIL a kerület 90%át bekebelezte, mert gyenge, kaotikus koordinálás volt a különféle kivonuló katonai csoportok között.  A hadsereg végül már csak egy nyugati területet felügyelt. Öt, korábban elveszettként számon tartott katona végül is kiszabadult, miután az ISIL vonalai mögött fogságba ejtették őket. A többieket elkülönítve fogságban tartották még az ISIL által ellenőrzött területeken. Később azonban azt jelentették, hogy nincs élő katona az ISIL harcvonalai mögött. A 4. Fegyveres Osztagot ekkor küldték erősítésképp Qada mellé. Feladatuk az elveszített területek visszaszerzése volt. Az ISIL állásai elleni heves légi támadást követően egy kétnapos tűzszünetet jelentettek be.
Március 21-i hírek szerint az ISIL támadásaiban meghalt cseh katonák száma elérte a 62-t, miután megtalálták korábban eltűntnek hitt 26 ember holttestét.